# Ropická rozsocha
Ropická rozsocha je geomorfologický okrsek Lysohorské hornatiny nacházející se v severovýchodních partiích Moravskoslezských Beskyd. Člení se na podokrsky Smrčinsko-čepelský hřbet a Slavíčsko-kozubovský hřbet. Ropická rozsocha je členitá hornatina budovaná z flyšových hornin.
Na severu se prudce svažuje do Podbeskyské pahorkatiny, na západě a jihu sousedí s Lysohorskou rozsochou a Zadními horami (další okrsky Lysohorské hornatiny) a na východě spadá do Jablunkovské brázdy. Nejvyšším vrcholem je Ropice (1082 m n. m.), tvořící součást hřbetu táhnoucího se od Malé Prašivé směrem k obci Dolní Lomná. Dalšími významnými vrcholy jsou Slavíč (1056 m n. m.), Ostrý (1045 m n. m.), Javorový (1032 m n. m.) a Kalužný (994 m n. m.).